# Oymalıtepe, Yomra
Oymalıtepe là một thị trấn thuộc huyện Yomra, tỉnh Trabzon, Thổ Nhĩ Kỳ. Dân số thời điểm năm 2011 là 2.325 người.